# Cinctorres
Cinctorres là một đô thị trong tỉnh Castellón, Cộng đồng Valencia, Tây Ban Nha. Đô thị Cinctorres có diện tích 34,9 km², dân số theo điều tra năm 2010 của Viện thống kê quốc gia Tây Ban Nha là 498 người. Đô thị Cinctorres nằm ở khu vực có độ cao 907 mét trên mực nước biển.